# Western Renegades
Western Renegades è un film del 1949 diretto da Wallace Fox.
È un western statunitense con Johnny Mack Brown, Max Terhune e Jane Adams.

## Produzione
Il film, diretto da Wallace Fox su una sceneggiatura di Adele Buffington, fu prodotto da Eddie Davis per la Monogram Pictures e la Great Western Productions e girato a Santa Clarita, in California da inizio luglio a metà luglio 1949. Il titolo di lavorazione fu Cow Country.

## Distribuzione
Il film fu distribuito negli Stati Uniti dal 9 ottobre 1949 al cinema dalla Monogram Pictures.

## Promozione
Le tagline sono:

- SMASHING OUTLAW LYNCH MOBS!
- WILD WESTERN ACTION... AS JOHNNY'S GUNS BRING LAW TO A LYNCH-RULED BADMAN'S LAND!